# Aja (grupa etniczna)
Aja – afrykańska grupa rdzennych mieszkańców południowo-zachodniego Beninu i południowo-wschodniego Togo. Posługują się językiem aja, z rodziny językowej kwa. Ich populację szacuje się na ponad 1 milion.